# Conseil des Assemblées de Dieu de Colombie
Le Conseil des Assemblées de Dieu de Colombie (espagnol : Concilio de las Asambleas de Dios de Colombia) est une association chrétienne évangélique d'églises pentecôtistes en Colombie.  Il est affilié à l’Association mondiale des Assemblées de Dieu. Son siège est situé à Bogotá.

## Histoire
Le Conseil des Assemblées de Dieu de Colombie a ses origines dans une mission de Edward Wagner et sa femme, Ada, deux missionnaires pentecôtistes à Sogamoso en 1932 . Le conseil a été fondé en 1958, avec 18 missionnaires, pasteurs, ouvriers et délégués .  Selon un recensement de l’association d’églises, elle aurait en 2023, 1,204 églises et 356,398 membres .